# Mondegreen
Mondegreen je slovní hříčka, která vzniká záměrným či neúmyslným přeslechnutím či záměnou podobně znějících slov. K tomu může dojít vlivem komunikačních šumů (hlučné prostředí), nečekaným oslovením či v případě, kdy je použit neobvyklý či pro daného posluchače neznámý výraz.
Pojmenování odkazuje na esej Sylvie Wrightové Smrt lady Mondegreen, kde autorka psala, že se jako dítě domnívala, že ve skotské baladě ze 17. století, The Bonny Earl of Murray, slyšela They have slain the Earl of Moray, and Lady Mondegreen (Sťali hraběte z Moray a lady Mondegreen), namísto 
They have slain the Earl of Moray, and laid him on the green (Sťali hraběte z Moray a uložili jej na pažit).

## Typy
- neautentická, uměle vytvořená v rámci hry – Boryš, měkkoň, Čehona
- autentická, reflektovaná (posluchač ví, že se přeslechl) – v písni Copacabana Heleny Vondráčkové „lopata, blána, horko a žár“
- nereflektované (pocházejí z dětství, kdy děti daný jazyk ovládají jen částečně) – „to půrko“, „kouzlová noc“

## České mondegreeny
- to půrko – ze slov lidové písně Já do lesa nepojedu: „Sekyra je za dva zlatý a topůrko za tolar...“ [3][4]
- měkkoň – ze slov lidové písně Už mně koně vyvádějí: „Už mně koně vyvádějí, už mně koně sedlají...“ [3][4]
- Boryš umí po skalinách – ze slov české hymny Kde domov můj: „Voda hučí po lučinách, bory šumí po skalinách...“ [3][4]
- Čehona byl občan pilný – ze slov rakouské císařské hymny: „Čeho nabyl občan pilný, vojín zbraní zachovej“ [5][6]
- hrdý Budžes – ze slov protifašistické básně S. K. Neumanna: „A hrdý buď, žes vytrval, žes neposkvrnil ústa ani hruď falešnou řečí“ [7]; používá žákyně druhé třídy Helenka Součková, hlavní postava románu Hrdý Budžes Ireny Douskové a stejnojmenné divadelní hry [8][6]
- trpěl pod polským Pilátem, také trpěl pod koňským Pilátem, trpěl pod polským pirátem – ze slov modlitby při apoštolském Krédu: „trpěl pod Pontským Pilátem“ (děti při modlení nechápaly význam slova Pontský) [8][9]
- a odpusť nám naše viny jako šimy – ze slov otčenáše: „a odpusť nám naše viny, jakož i my odpouštíme našim viníkům...“ Shimmy [šimi] byl módní tanec 20. let 20. století amerického původu, obdoba foxtrotu [8][9]
- Řekni, jak se šveliká. – „Řekni, jak seš veliká.“ [8]
- tetřevi honzlovci – slova písně z muzikálu Noc na Karlštejně: „Kdypak tetřevi hon s lovci prohrají? Když tokají? No ano, ano, když tokají!“ [10]
- čpí tam podkoní – slova písně Zelené pláně: „Znám plno vůní, co dejchám je tak rád, čpí tam pot koní a voní tymián.“ [10]
- skladatel Hruzlista – To já jsem vždycky v hudebce nenáviděl jednoho skladatele – to učitelka říkala: „Dneska budeme cvičit hru z listu.“  Až pak mi došlo, že žádný Hruzlista neexistuje. [11]
- Izbina, Icbína – první slova písně „A Hard Day's Night“ od Beatles: „It’s been a hard day’s night…“ [12][13]
- Okybača – Z lidové písně Beskyde, Beskyde: „Černooký bača ovečky zatáčá…“[14]

## Soramimi
Zatímco mondegreen funguje v rámci jednoho jazyka, podobný případ přeslechnutí nazývaný japonským slovem soramimi (doslova prázdné ucho) označuje jev, kdy se při poslechu cizího jazyka člověku vybaví homofonní text v jeho mateřštině (takzvaná pareidolie). Často k tomu dochází v populární hudbě, zejména při neznalosti originálu; například když moldavská skupina O-Zone v písni „Dragostea Din Tei“ zpívá „Vrei să pleci dar nu mă, nu mă iei…“ („Chceš odejít, ale nechceš mě vzít s sebou…“), Japonec to slyší jako: „Bei sa, beishu darou, nomanoma-yei!“ („Rýže, to je to, rýžové víno. Napij se, napij se – jéé!“).
Obdobně v písni The Beatles Žlutá ponorka se recitativ „Full speed it is, Sgt.!“ jevil pro českého posluchače jako „Prosím, vy vylízat“.
Na Slovensku se stal populárním fenoménem Zdeno z Popradu soukromé rozhlasové stanice Fun radio, který je znám na základě písně a klipu „Survive“ autorů Laurenta Wolfa a Andrewa Roachforda přibližně od roku 2011. Anglický verš „God found good people staying for brother“ zvukově připomíná slovenskou větu „Kaufland kúpil Zdeno z Popradu“. Slovenská soukromá rozhlasová stanice Fun radio spustila pravidelný pořad Hity Zdena z Popradu, kam posluchači telefonicky nebo mailovou cestou přispívají svými objevy přeslechů v různých písních.) Tento koncept okopírovaly i další rozhlasové stanice, například Rádio Kiss zavedlo rubriku Hej šašo, nemáš džus?